# Josef Posipal
Josef „Jupp” Posipal (ur. 20 czerwca 1927 w Lugoj, zm. 21 lutego 1997 w Hamburgu) – niemiecki piłkarz, pomocnik. Mistrz świata z roku 1954.
Posipal urodził się na terenie dzisiejszej Rumunii w niemieckiej rodzinie. W Niemczech zamieszkał w wieku 16 lat i w 1943 rozpoczął treningi w TSV Badenstedt. Grał także w Linden 07 i SV Arminia Hannover (1946–1949). Najlepsze lata w karierze spędził w Hamburger SV (1949–1959).
W reprezentacji Niemiec debiutował 17 czerwca 1951 w meczu ze Turcją. Do 1956 w kadrze rozegrał 32 spotkania i strzelił 1 bramkę. Podczas MŚ 54 był graczem podstawowej jedenastki – wystąpił w 5 meczach swej drużyny. Jako że urodził się w Siedmiogrodzie, doskonale znał język węgierski, więc przydzielono mu zadanie dokładnego zrelacjonowania uwag czynionych przez Węgrów (nawet w pozornie drugorzędnych kwestiach) podczas mundialu, kiedy to RFN dwukrotnie grała z Węgrami – przegrywając 3:8 w meczu grupowym i sensacyjnie wygrywając w finale 3:2 (tzw. „Cud w Bernie”)